# 20th Century Masters — The Millennium Collection: The Best of Carmen McRae
20th Century Masters — The Millennium Collection: The Best of Carmen McRae — сборник американской певицы Кармен Макрей, выпущенный в 2004 году на лейблах Hip-O Records и Verve Records в рамках серии «20th Century Masters». В альбоме представлен материал 1950-х годов: первые восемь треков были записаны для Decca в период с 1955 по 1958 год, последние четыре взяты из её записей для Kapp 1959 года.

## Отзывы критиков
| Оценки критиков | Оценки критиков |
| Источник        | Оценка          |
| --------------- | --------------- |
| AllMusic        | [ 1 ]           |

Тим Сендра из AllMusic заявил, что все песни представляют собой первоклассный вокальный джаз и баллады. Он отметил, что на этом этапе своей карьеры Макрей выпускала замечательный альбом за замечательным альбомом, а выбранные из них песни содержат некоторые из её лучших, включая её душераздирающий взгляд на «My Funny Valentine», невероятно романтичные «Exactly Like You» и «My Romance», очень блюзовую «Ain’t Misbehavin'» и веселый и дурашливый дуэт с Сэмми Дэвисом-младшим, который демонстрирует её светлую сторону. По его мнению, на выбор предлагается довольно много коллекций Макрей, но этот альбом он назвал поверхностным, однако добавил, что это всё равно прекрасное место, куда стоит сходить, если вы хотите услышать, как одна из великих интерпретаторов баллад исполняет то, что у неё получается лучше всего.

## Список композиций
1. «Something to Live For» (Дюк Эллингтон, Билли Стрэйхорн) — 3:12
из альбома By Special Request (1956)
2. «Good Morning, Heartache» (Эрвин Дрейк, Дэн Фишер, Ирен Хиггинботам) — 3:19
из альбома Torchy! (1956)
3. «My Foolish Heart» (Нед Вашингтон, Виктор Янг) — 3:11
из альбома Blue Moon (1957)
4. «Happy to Make Your Acquaintance» (Фрэнк Лессер) — 3:14
дуэт с Сэмми Дэвисом; из альбома Boy Meets Girl (1957)
5. «My Funny Valentine» (Лоренц Харт, Ричард Роджерс) — 4:21
из альбома After Glow (1957)
6. «Exactly Like You» (Дороти Филдс, Джимми Макхью) — 2:10
из альбома After Glow (1957)
7. «Oh Yes, I Remember Clifford» (Бенни Голсон, Джон Хендрикс) — 2:39
из альбома Carmen for Cool Ones (1958)
8. «A Nightingale Sang in Berkeley Square» (Эрик Машвиц, Мэннинг Шервин) — 4:58
из альбома Birds of a Feather (1958)
9. «My Romance» (Лоренц Харт, Ричард Роджерс) — 3:53
из альбома Book of Ballads (1959)
10. «When I Fall in Love» (Эдвард Хейман, Виктор Янг) — 3:48
из альбома Book of Ballads (1959)
11. «I Only Have Eyes for You» (Эл Дубин, Гарри Уоррен) — 3:48
из альбома When You’re Away (1959)
12. «Ain’t Misbehavin’» (Гарри Брукс, Энди Разаф, Фэтс Уоллер) — 3:16
из альбома When You’re Away (1959)

## Участники записи
- Кармен Макрей — вокал
- Оркестр Ральфа Бернса — аккомпанемент (2, 8)
- Оркестр Тодда Дэмермана — аккомпанемент (3)
- Оркестр Джека Плейса — аккомпанемент (4)
- Оркестр Фреда Каца — аккомпанемент (7)
- Оркестр Фрэнка Хантера — аккомпанемент (9, 10)
- Оркестр Лютера Хендерсона — аккомпанемент (11, 12)
- Милт Гэблер — продюсер (1-8)

- Гарри Вейнер — продюсер сборника
- Кевин Ривз — ремастеринг
- Hey Poser — дизайн
- Вартан Курян — арт-директор
- Фрэнк Дриггс, Пол Джей Хоффлер Чак Стюарт — фото
- Моник Макгаффин — менеджер по продукту

Сведения взяты из буклета альбома.